# مداگاهاواتورا
مداگاهاواتورا (به لاتین: Medagahawatura) یک منطقهٔ مسکونی در سری‌لانکا است که در استان مرکزی (سری‌لانکا) واقع شده‌است.